# Seznam beloruskih pisateljev
Seznam beloruskih pisateljev.

## A
- Ales Adamovič
- Svetlana Aleksijevič  2015

## B
- Olgerd Baharevič (belorus. Альгерд Бахарэвіч/Alhierd Bacharevič) (1975 –)
- Vasil Bikav
- Janka Bril

## D
- Vincent Dunin-Marcinkievič

## K
- Uładzimir Karatkievič
- Jakub Kolas
- Oskar Kurganov

## O
- Uładzimir Arłou

## P
- Pimen Pančanka
- Simeon Polocki